# Blaue Jungs aus Bremerhaven
Der Original Marinechor „Blaue Jungs aus Bremerhaven“ ist ein Seemannschor, der neben Seemannsliedern und Shanties auch Evergreens, Volkslieder und Popsongs im Repertoire hat.

## Geschichte
Der Chor wurde 1960 ursprünglich als reiner Freizeitchor an der damaligen Technischen Marineschule II in Bremerhaven gegründet. Nach dem ersten und eigentlich einzigen Auftritt war die Resonanz jedoch so groß, dass man beschloss, den Chor auch in Zukunft weiterzuführen.
Seit 1966 ist der Einsatz von Marinechören als Mittel der Öffentlichkeitsarbeit durch einen ministeriellen Erlass untermauert. Heute ist der Chor eine Einrichtung zur Freizeitgestaltung der dienstfreien Zeit für Soldaten an der Marineoperationsschule (MOS) in Bremerhaven und innerhalb der Bundeswehr einzigartig.
Der Marinechor gibt pro Jahr durchschnittlich zehn bis zwölf Konzerte und tritt in ganz Deutschland aber auch im Ausland auf. Hinzu kommen Radio- und Fernsehauftritte.
Der Chor setzt sich aus Soldaten der MOS und weiteren Dienststellen der Deutschen Marine, aber auch aus Reservisten zusammen. Derzeit sind etwa 60 Soldaten aller Dienstgradgruppen im Chor aktiv. Militärischer Vorgesetzter des Chores ist der jeweilige Choreinsatzoffizier. Die künstlerische Leitung obliegt dem 2002 ehrenamtlich bestellten Chorleiter Stabsbootsmann Unolf Ganzer.

## Ehemalige Chorleiter
| Dienstgrad     | Name                                        |
| -------------- | ------------------------------------------- |
| Hauptbootsmann | Heiko Trester                               |
| Stabsbootsmann | Siegfried Knapke (Ehrendirigent des Chores) |
| Obermaat       | Peter Haberbosch                            |
| Oberbootsmann  | Günther Bockelmann                          |
| Oberbootsmann  | Heinz Jäger                                 |
| Hauptbootsmann | Georg Kowalik                               |
| Hauptbootsmann | Günter Faber (erster Chorleiter (1960))     |

## Diskographie (Auswahl)
CDs (teilweise auch in anderen Musikformaten erschienen):
| Erscheinungsjahr | Titel | Label                       |
| ---------------- | --- | --------------------------- |
| 2014             | Shanties: Das größte Musikfest der Meere (Sammlerbox) (Info: Musik-Sampler u. a. mit 20 Liedern vom Original Marinechor „Blaue Jungs aus Bremerhaven“ sowie eine Auswahl weiterer Interpreten wie z. B. Heidi Kabel, Hans Albers und Rex Gildo) | DOCUMENTS                   |
| 2010             | Die große Sail: Zum 50-jährigen Jubiläum | Membran Entertainment Group |
| 2007             | Gruß an Kiel (Info: Musik-Sampler u. a. mit drei Liedern vom Original Marinechor „Blaue Jungs aus Bremerhaven“) | Membran Entertainment Group |
| 2007             | Die schönsten Shanties und Seemannslieder (Info: Musik-Sampler vom NDR u. a. mit „Gruß an Kiel“ vom Original Marinechor „Blaue Jungs aus Bremerhaven“)                                                                                          | Various                     |
| 2006             | Biscaya | Membran Entertainment Group |
| 2006             | Ave Maria der Meere | Membran Entertainment Group |
| 2000             | Typisch Blaue Jungs – 20 ihrer größten Erfolge | Arminia-Musikproduktion     |
| 1996             | Ewige Sehnsucht | Arminia-Musikproduktion     |
| 1992             | Wolken, Wind und Wogen | Arminia-Musikproduktion     |

LPs:
| Erscheinungsjahr | Titel | Label               |
| ---------------- | --- | ------------------- |
| 1992             | Farewell, ade | BMG Ariola München  |
| 1986             | Heut’ geht es an Bord (mit den Blauen Jungs aus Bremerhaven) (Info: in gekürzter Version auch als MC erschienen) | Ariola-Eurodisc     |
| 1982             | Nimm uns mit, Käpt’n James, auf die Reise (Info: James Last mit den „Blauen Jungs“ u. a.) | Polydor             |
| 1980             | Schöne Heimat – Gold’ner Klang: Die Blauen Jungs aus Bremerhaven | Ariola-Eurodisc     |
| 1979             | Heut geht es an Bord (Doppel-LP) (Info: zusammen mit den Marinemusikkorps Nordsee) | Ariola-Eurodisc     |
| 1979             | Wir singen und marschieren (Info: zusammen mit den Musikkorps und Soldatenchor 11 Panzer-Grenadier-Division u. a.) | Deutsche Grammophon |
| 1977             | Waterkant ahoi (Info: zusammen mit den Marinemusikkorps Nordsee) | Ariola-Eurodisc     |
| 1976             | Die Bundeswehr singt: Heer, Luftwaffe, Marine | Interecod           |
| 1975             | Immer ’ran an den Wind | Ariola-Eurodisc     |
| 1969             | Blaue Jungs von der Waterkant | MARCATO             |
| 1965             | Nimm uns mit, Kapitän, auf die Reise (Info: zusammen mit den Marinemusikkorps Nordsee) | Ariola-Eurodisc     |
| 1967             | Volldampf voraus | Ariola-Eurodisc     |
| k. A.            | Rolling Home – Shanties und Lieder von Wind und Wellen (Info: zusammen mit Henno Storm und dem Cantenara Chor) | Ariola-Baccarola    |
| k. A.            | Über alle Meere (Info: „Kleine Möwe flieg nach Helgoland“; „Wo die Nordseewellen trecken an den Strand“ gesungen durch den Marinechor „Blaue Jungs aus Bremerhaven“, sowie auch Lieder anderer Interpreten u. a. Heino, Freddy Quinn, Lale Andersen) | Telefunken          |
| k. A.            | SOS - Schiff in Not – Matrosenchöre singen für die DGzRS (Info: zusammen mit dem Chor des Segelschulschiffs Gorch Fock X/65, dem Matrosenchor X/62, Die Blauen Jungs aus Hamburg, Die Blauen Jungs aus Eckernförde)                                  | Telefunken          |

Singles/Extended Plays:
| Erscheinungsjahr | Titel                                                     | Label           |
| ---------------- | --------------------------------------------------------- | --------------- |
| 1975             | Der Vorort von New York (Bremerhaven) / Kari Waits For Me | Ariola-Eurodisc |
| 1975             | Rosemarie / Johnny Come Along                             | Ariola-Eurodisc |
| 1967             | Fairwell ade (Seute Deern) / Volldampf voraus             | Ariola-Eurodisc |
| k. A.            | Blow, Boys, Blow                                          | Ariola-Eurodisc |
| k. A.            | Rolling Home / Hamburger Veermaster                       | Ariola-Eurodisc |
| k. A.            | Whisky Jhonny                                             | Ariola-Eurodisc |
| 1965             | Blaue Jungs aus Bremerhaven (Single)                      | Conti-Record    |